# ミチコとハッチン
『ミチコとハッチン』は日本のアクション・ロードムービー風アニメ作品。マングローブ制作。2008年10月15日 - 2009年3月18日までフジテレビ他にて放送された。なお、この作品から、フジテレビの水曜深夜アニメ枠に「NOISE」というブランドを冠し表示している（番組冒頭及びアイキャッチ時に表示）。

## 概要
『サムライチャンプルー』『Ergo Proxy』を製作したマングローブのオリジナル3部作として展開されている作品。同社のオリジナル作品の製作は約2年ぶりとなる。
内容
南米、特にブラジルをモチーフにした国を舞台に、2人の主人公達が繰り広げる往年のロードムービーともいえる逃走劇が展開され、戦闘やガンアクションなど西部劇をモチーフにした部分も見られる。声優陣には、監督・山本沙代が「映画『パッチギ!』を観た時に、この人しかいないなと思った」と語る真木よう子や『セクシーボイスアンドロボ』の第1話でのモノローグからハッチンがイメージできたという大後寿々花などの俳優、中川礼二（中川家）、ケンドーコバヤシなどのコメディアンなど、声優以外のキャストが多く起用されている。山本は「主役に真木を据えたとき脇を声優にすると浮いてしまうと思ったため他のキャストにも役者を採用した」と述べている。
時間経過、日時の表示がポルトガル語になっているが、日本語字幕はない。登場人物の名前は日系、中国系、ロシア系が確認されるが、民族的特徴は必ずしも名前のそれと一致しておらず、混血（ハーフ、クォーター）が進んでいることを思わせる。児童の人身売買、映画『シティ・オブ・ゴッド』のようなギャング化したストリートチルドレン、子供を手先に使うチンピラ、孤児の養育費をピンハネする神父など、ハードな描写もある。
制作経緯
本作が監督デビュー作となる新鋭監督・山本沙代がマッドハウスを辞めて『サムライチャンプルー』に参加する前に、マングローブ社長小林真一郎から企画提案を持ちかけられたことが企画立案のきっかけであった。『サムライチャンプルー』の演出をしながら『ミチコとハッチン』の原型になる企画を考え、2004年の年末、ミチコとハッチン2人のキャラクター設定より制作が始まり、キャラクターのオーディションを平行して行いつつ、2005年末に企画書ができあがった。
ブラジルを意識した舞台設定については、山本が4年前（2004年）『サムライチャンプルー』のコンテ待ち期間に滞在したメキシコがきっかけであり、メキシコシティーで目にした日本人が観たことのないような光景を舞台にすることが目新しいものになると考えたという。特にブラジルを選んだ理由について山本は、オスカー・ニーマイヤーの影響を受けた自由な曲線で考えられたデザインが面白く、「メキシコやアルゼンチンに比べてモダンで明るい」と述べている。
制作に際して南米で綿密なロケハンがなされ、危険な場所として知られるリオデジャネイロのファベーラ（スラム街）にも進入し、その経験が3・4話の制作に活かされた。

## ストーリー
舞台は、太陽と原色に溢れる国。そこは貧困によって街は荒廃している上に、国を出た先は荒野が広がる危険な無法地帯。そんな中で、人々の心は欲望に満ち溢れていた。その国で暮らす少女ハナ・モレーノス（通称：ハッチン）は、養家の家族から酷い仕打ちを受けており、密かに家を出て自由に暮らすことを望むが、自ら行動を起こせず、ただ、いつか誰かが迎えに来てくれることを祈るばかりであった。
しかしある日、ハッチンの前に脱獄不可能と言われた監獄要塞を突破した謎の美女ミチコ・マランドロが、突如現れる。彼女はハッチンの母親を名乗り、ハッチンを誘拐して逃亡。訳も分からず、ミチコに着いていくハッチンは、彼女に翻弄されつつ、旅に同行することになる。

## 登場人物

### 主要人物
ミチコ・マランドロ
声 - 真木よう子 / 日高里菜（幼少時代）
本作の主人公。ハッチンの前に突如現れ、彼女の母親を名乗る年齢不詳の美女。抜群のプロポーション、黒髪、褐色の肌、切れ長の目といったエキゾチックな風貌が特徴的。キャラクターデザインのルーツの一つにM.I.A.の多国籍なイメージがある。腹部に刺青がある。無数の前科を持つ凶悪犯で、直接的には12年前にギャングのリーダーを殺した容疑で逮捕、脱獄不可能と言われる監獄要塞に収容されたが、ハッチンの存在を知り脱獄して彼女を誘拐。粗暴で自己中心的だが、常に前向きで活動的な性格。思いついたことはすぐ行動に移し、たとえそれがどんなに無茶なことでも貫き通してしまう。絶対自由に生きることがモットーで、他人に頼らず全て自分の意思で行動する。交通手段はバイク。ハナを誘拐したのは、元恋人のヒロシを探す手掛かりとしたからで、旅の目的も彼に会うことである。
なお、マランドロとは、ブラジルポルトガル語（以下ブラポル語）で、「放蕩」で「道楽な遊び人」、あるいはヤクザ（気質）な人のこと。
ハナ・モレーノス
声 - 大後寿々花
本作のもう1人の主人公。ヒロシの一人娘。物語開始時9歳、第7話終盤で10歳になった。名前で呼ばれることを嫌がったため、ミチコに「ハッチン」（もしくは「ハチ」）と呼ばれ、逃亡後はそれが通称となっている（ミチコと別行動をとる際は本名を名乗る）。物心が付く前に里親に預けられるも、そこで酷い仕打ちを受け、いつか家を離れて自由になりたい反面、厳しい現実を前に半ば諦めていた時に、自身の母親と名乗るミチコが現れ、以後彼女と行動を共にする。真面目で芯が強いが、どこか冷めた所もある。ミチコを頼りにしているが、平然と罪を犯し、後先考えずに騒動を巻き起こす点にはついていけない模様。元々は女の子っぽい服が嫌いで、当初はリボンで髪をツインテール風に纏めていたが、逃亡後は髪を短く切りボーイッシュな格好にしている。全体的にヒロシ似だが、鼻や顎は違うらしい。腹部にミチコと同じ刺青がある。キャラクターデザインは日本人より手足の長いひょろっとした体型に設定されている。
なお、モレーノスとは、ブラポル語で茶褐色の肌色をした混血の人のこと（本来は男性、女性は「モレーナ」）。
ヒロシ・モレーノス
声 - 津田寛治 / 新井海人（幼少時代）
ミチコの元恋人で、ハナの実父。不甲斐ない男で、問題を起こしたり大きな失敗をしたりする。しかし、心優しい性格の持ち主であるため仲間から可愛がられていた。対立するギャング団に誘拐された仲間と交換するため、リーダーの情婦を誘拐しようとした際、部屋を間違えて襲ってしまったのが、ミチコとの出会い。11年前、バスの爆発事故で死亡したとされるが、第16話で生存が確認された。
アツコ・ジャキソン
声 - 坂井真紀 / 野村涼乃（幼少時代）
ミチコを追跡する捜査責任者で、女性警察官。実は、幼い頃ミチコと同じ孤児院にいたが、いつも彼女にこき使われており、彼女を見返すために警察に入った。階級は警部。警官隊の指揮権を持ち、部下を率いて自ら複数の都市でミチコの足跡を追っているが、捜査対象者からはいいようにあしらわれている。巨大なアフロヘアが特徴で、ミチコから「ジャンボ」と呼ばれているが、本人は嫌がっている。ミチコが苦しむ姿を拝もうと、サトシに取引を持ちかけて彼女を投獄させたが、脱獄されたため、彼女を捕らえようと奮闘するが、実際はミチコを追い詰めること自体を楽しんでいる様子。ミチコに愛憎の念を抱く。男勝りで、一見サディストだが、マゾヒスト的な面もあることをミチコに指摘されている。その後、ミチコ逮捕のためサトシと取引したことを部下のリカルドに告発され、ジャングルの駐在所に左遷されるも、ヴァネッサと出会ったことで、監視役として派遣されたリカルドを連れ、再びミチコを追跡する。
なお、ジャキソンは、英語の一般名称「JACKSON（ジャクスン）」であるが、これをブラポル語読みしたもの。また、「アツコ」という名前と「ジャンボ」というあだ名は和田アキ子が元になっている。

### その他の登場人物
ペドロ・ベレンバウザー・山田（ペドロ・ベレンバウザー・やまだ）
声 - 若松武史
日系人の神父。ハッチンの里親の1人で養父。養育費をピンはねし、妻子と共にハッチンをメイド同様にこき使っていた。一方、外面は良いらしく、外部からはそれなりの尊敬を集めている模様。ハッチンに多額の保険金をかけており、ハッチン誘拐後、警察と共にミチコらの前に現れ、大捕り物の混乱に乗じて、ハッチンの殺害を図るが、ミチコの攻撃により失敗した。
ジョアンナ・山田（ジョアンナ・やまだ）
声 - ふせえり
ハッチンの里親の1人で養母。夫と子供同様、ハッチンをこき使っていた。
ラム・イン
声 - 中川礼二（中川家）
中華料理店「超級飯店」店主。自分の料理に絶対のプライドを持つ早口で大声のカンフー使いというステレオタイプのような中国人。食い逃げは絶対に許さず、包丁を投げつける。アツコは「値段もメシのまずさも超級飯店」と評する。一方で、金銭的に困窮したハッチンをアルバイトで雇うなど、人情家の面も見せるが、彼女がIDを持っていないことから給料は大幅に減額、見習いの間はただ働き、食い逃げの代金はアルバイト代から天引きと、金銭面には厳しい。
ペペ・リマ
声 - 小日向しえ
ミチコとハッチンが、酒場で出会ったショーガール。元は良家の令嬢だったが、父親の死を機に多額の借金を抱え、妹・ルル（声：山口愛）と共に家を追い出された。貧乏な生活から抜け出して、ルルと首都・サンパライーゾで幸せに暮らすことが夢だが、そのためなら手段を選ばず、遂にある計画を実行しようとしたが、終盤ではリコの手下に殺害された。
リコ
声 - 田中哲司
ストリートチルドレンのギャング団の元締めをしているチンピラの男性。酷薄な性格で、ぺぺを情婦としていたが、彼女の逃亡後は、子供達に平然と殺害を命じる。
キリル
声 - ケンドーコバヤシ
12年前、ヒロシの所属する『モンストロ・プレット』と対立していたギャング団『ファンタズマ』のリーダーだった男性。殴り込みをかけてきたミチコに平然とスターフルーツを勧めた粋な伊達男。しかし、幹部連から落とし前をつけるよう迫られ、再度ミチコの元に向かった後、殺害死体で発見される。
イヴァン
声 - 山中崇
無口な兄・イヴォ（声：山中崇）と共にレストランを経営するオカマ。同じ街に育ったこともあり、ミチコとアツコの顔なじみ。伸びたヒゲは気にするが、女装はしていない。12年前騒動を起こしたまま街を去ったミチコを少し恨みながらも心から心配していた。
サトシ・バティスタ
声 - 三浦誠己 / 神宮政宏（幼少時代）
12年前、ヒロシとつるんでいたギャング団『モンストロ・プレット』のボスを務める黒人の男性。非情な手段で成り上がったためにグループ内外問わず敵が多く、本人も他人を全く信用していない。表に出ることはなく、目立たない格好で場所を転々としながら部下に指示を出している。
ブルーノ
声 - 北村有起哉
憂いを帯びた色気を持つ男性。一時、ミチコと惹かれ合う。
シンスケ・サッセ・ロドリゲス
声 - 村上淳
『モンストロ・プレット』のNo.2を務める男性。日本人と白人のハーフ。サトシが表に出ないため、代わりに自身が部下に指示を出しており、実質彼が組織の主導権を持っている。 常にヘラヘラとしており軽い性格だが、非道な行動が目立つ。
ダヴィ・ナチーヴァ
声 - ガンビーノ小林
ミチコが大都市・オッソで出会ったチンピラ。「サトシ」の名を騙り、無銭飲食、恐喝、上納金の詐取などを行う。シンスケ率いる『モンストロ』の狙撃手に部下を殺され、クリアしたら助命してもらう条件でシンスケの『ノンストップ乗換えゲーム』にミチコと共に参加。恐怖にかられた舎弟に離反されるもミチコと共にゲームをクリアする。自身は解放されたが、その後のニュースによれば舎弟ともども死体で発見された模様。
リタ・オゼッチ
声 - 吉野紗香
サーカスでアクロバットをする黒人の少女。ハッチンにとって初めて出来た同世代の友人。元は捨て子でサーカスの前で拾われた。奔放で男性を手玉に取る強かさを見せる一方、パートナーのジーノ（声：岩崎征実）に一途な思いを寄せる。だが、彼には婚約者がおり、サーカスから離れることを知ってしまう。
リカルド
声 - 光石研
アツコの部下で、彼女と共にミチコを捜査する刑事。白人と黒人のハーフで、所帯持ちの男性。アツコより年上であるにもかかわらず、彼女にこき使われており、捜査も嫌々付き合っている模様。
ヴァネッサ・リー
声 - 吉高由里子
アツコが左遷された町で出会った、ミチコとよく似た雰囲気の少女。15歳の頃、遺跡探検のために父親と共に町にやって来た。1年前に父親を失い、現在はココナッツ農園でアルバイトをしながら1人で暮らしている。反抗的で住民と馴染めずにいるが、明るく前向きな性格で、逆境に負けず逞しく生きている。遺跡の中に隠された宝物を見つけるため、アツコを誘う。

## スタッフ
- 原作 - manglobe[10]
- 監督 - 山本沙代[10]
- 脚本 - 宇治田隆史[10]
- キャラクターデザイン - 清水洋[10]
- ミチコバイクデザイン - コヤマシゲト[10]
- キャラクターファッションデザイン - 山上真理子[10]、山崎省吾[10]
- 色彩設計 - 広瀬いづみ[10]
- 美術監督 - 田村せいき[10]
- 撮影監督 - 山田和弘
- 編集 - 長坂智樹
- 音楽 - Alexandre Kassin（アレシャンドリ・カシン）[10]
- 音響監督 - たなかかずや[10]
- 音楽プロデューサー - 渡辺信一郎
- プロデューサー - 小林真一郎、河内山隆、田中信作、山本幸治、竹枝義典
- アニメーション制作 - マングローブ[10]
- 製作 - ミチコとハッチン製作委員会（メディアファクトリー、フジテレビジョン、松竹、読売広告社、博報堂DYメディアパートナーズ）

## 主題歌

### オープニングテーマ
「Paraiso」
Performed by SOIL&"PIMP"SESSIONS、Music by Tabu Zombie、Arranged by SOIL &"PIMP"SESSIONS

### エンディングテーマ
「ベストフレンド」（第1話 - 第21話）
歌・作詞・作曲 - カルテット / 編曲 - 田中隼人 / 弦編曲 - 村山達哉
「Nada pode me parar agora」（第22話）
vocal：Aurea Martins、bass, guitar, electric piano, vibraphone, backing vocal：Kassin、drum, percussion：Domenico、backing vocal：Gabriel Muzak

## 各話リスト
| 話数 | サブタイトル                  | 絵コンテ        | 演出                | 作画監督                   | 放送日          |
| ---- | ----------------------------- | --------------- | ------------------- | -------------------------- | --------------- |
| #1   | さらばだ! 非情のパラダイス    | 山本沙代        | 山本沙代 出合小都美 | 清水洋                     | 2008年 10月15日 |
| #2   | 掟破りのブラウンシュガー      | 山本沙代        | 恒松圭              | 村谷貴志                   | 10月29日        |
| #3   | しゃかりきピンボール          | 出合小都美      | タムラコータロー    | 川元利浩                   | 11月5日         |
| #4   | のら猫のミルキーウェイ        | 神楽坂時市      | 神楽坂時市          | 中井準                     | 11月12日        |
| #5   | 愚か者たちのサウダージ PARTE1 | 山本沙代        | 出合小都美          | 中井準                     | 11月19日        |
| #6   | 愚か者たちのサウダージ PARTE2 | 岡佳広          | 岡佳広              | 安彦英二                   | 11月19日        |
| #7   | 雨におちるモノトーン          | 望月三郎        | 羽原信義            | 近岡直                     | 12月3日         |
| #8   | 黒いノイズとドープなゲーム    | 板垣伸          | 板垣伸              | 長谷川ひとみ               | 12月10日        |
| #9   | 恋したショコラッチガール      | 増井壮一        | 恒松圭              | 森下博光                   | 12月17日        |
| #10  | ハイエナどものカーニバル      | 山本沙代        | 恒松圭              | 中井準                     | 12月17日        |
| #11  | どしゃ降りスタートライン      | 大橋誉志光      | 大橋誉志光          | 山田正樹                   | 2009年 1月7日   |
| #12  | 煉獄108℃のテレパシー          | 神楽坂時市      | 神楽坂時市          | 安彦英二                   | 1月14日         |
| #13  | 泥沼のゴールドフィッシュ      | 出合小都美      | 出合小都美          | 久保川絵梨子               | 1月21日         |
| #14  | 命知らずの暴発ランナー        | 村瀬修功        | 村瀬修功            | 村瀬修功                   | 1月28日         |
| #15  | いたずらにグラフティ          | 岡佳広          | 岡佳広              | 安彦英二                   | 2月4日          |
| #16  | まっ赤な不実のエチュード      | 大橋誉志光      | 大橋誉志光          | 清水洋                     | 2月11日         |
| #17  | 血斗!心さわぐオペラ           | 米たにヨシトモ  | 恒松圭              | 中井準 小森秀人            | 2月18日         |
| #18  | あかんたれの弾道サンバ        | 出合小都美      | 出合小都美          | 久保川絵梨子 坂本千代子    | 2月18日         |
| #19  | はがゆい遮光のバタフライ      | 神楽坂時市 安寿 | 鳥羽聡              | 堀剛史 さとう陽            | 2月25日         |
| #20  | みな殺しのランデヴー          | 大橋誉志光      | 三好正人 大橋誉志光 | 安彦英二 浅野直之          | 3月4日          |
| #21  | 狂い咲きラストワルツ          | 望月三郎        | 望月三郎 恒松圭     | 中井準 小森秀人 坂本千代子 | 3月11日         |
| #22  | ありのままで走れ              | 山本沙代        | 岡佳広 山本沙代     | 清水洋 久保川絵梨子        | 3月18日         |

## 放送局
| 放送地域   | 放送局     | 放送期間                       | 放送日時                 | 系列           | 備考   |
| ---------- | ---------- | ------------------------------ | ------------------------ | -------------- | ------ |
| 関東広域圏 | フジテレビ | 2008年10月15日 - 2009年3月18日 | 水曜 26時08分 - 26時38分 | フジテレビ系列 | 製作局 |
| 近畿広域圏 | 関西テレビ | 2008年10月28日 - 2009年4月7日  | 火曜 25時59分 - 26時29分 | フジテレビ系列 |        |
| 中京広域圏 | 東海テレビ | 2008年10月31日 - 2009年4月17日 | 金曜 27時35分 - 28時05分 | フジテレビ系列 |        |
| 日本全域   | BSフジ     | 2008年11月24日 - 2009年4月26日 | 月曜 24時30分 - 24時55分 | BSデジタル放送 |        |